# Fondmetal
Fondmetal S.p.A. este un producător italian de jante din aliaj, fondat în 1972 de Gabriele Rumi.
Un constructor de Formula 1 cu același nume, de asemenea deținut de Rumi, a concurat în sezoanele 1991 și 1992, fără a acumula puncte în campionat. Compania a sponsorizat și a furnizat jante pentru numeroși alți constructori din mijlocul anilor 1980 până la începutul anilor 2000.
În 2014, marca Fondmetal s-a extins în Statele Unite și a devenit cunoscută sub numele de Fondmetal USA. Toate jantele continuă să fie fabricate în Italia și sunt aprobate TUV.

## Început
În 1961, Gabriele Rumi a preluat afacerea de turnătorie de fier care fusese înființată de bunicul său în Brescia. Pasionat de sporturile cu motor, afacerea i-a permis să concureze în curse de coastă și în categoria Formula Monza în anii 1960.
Rumi avea o pasiune pentru mașini și curse și a observat o cerere pentru fabricarea de piese pentru industria auto. La Palosco, ei fabricau colectoare de admisie, conducte de apă, carcase de ambreiaj, pompe de ulei, chiulase și blocuri motor pentru clienți precum Maserati Biturbo, Fiat, Iveco, OM și Magneti Marelli.
Pentru Rumi, acest lucru nu era suficient. Se simțea prea dependent de clienții săi într-o perioadă sensibilă de după criza petrolului. Acest lucru l-a condus la decizia curajoasă de a lansa propria linie de produse în 1972.
Alegerea produsului a fost jantele din aliaj, datorită implicării și pasiunii sale pentru industria auto. De aici, brandul Fondmetal a crescut și s-a stabilit ca lider în designul, ingineria și fabricarea jantelor forjate și costisitoare în Italia.
Fondmetal a apărut pentru prima dată în Formula 1 în 1983 ca sponsor pentru pilotul italian Piercarlo Ghinzani. La mijlocul anilor 1980, compania a furnizat jante pentru echipele Williams, Tyrrell și Ligier, continuând să-l sponsorizeze pe Ghinzani și, mai târziu, echipa Osella. În 1989, Fondmetal a devenit principalul sponsor al echipei Osella, iar până în 1990, Rumi devenise acționarul majoritar al echipei. La sfârșitul acelui an, el a decis să preia întreaga operațiune.

## Echipa Fondmetal
Rumi a mutat echipa de la Volpiano, lângă Torino, la sediul său din Bergamo și a condus-o singur timp de un an și jumătate. Inițial, a perseverat cu pilotul Osella, Olivier Grouillard, până când s-a săturat de atitudinea imprudentă și problematica francezului, înlocuindu-l cu Gabriele Tarquini. Noua echipă nu a avut mai mult succes decât în zilele Osella, rezultatele fiind uneori chiar mai slabe decât cele ale echipelor din spate, precum Coloni sau AGS.

### 1991
Pentru sezonul de Formula 1 din 1991, Osella Squadra Corse a dispărut; echipa a reapărut sub numele de Fondmetal Corse. Inițial, Fondmetal a intrat în competiție cu mașina FA1M-E, care era o simplă continuare a modelului din anul precedent (și, de fapt, din 1989, deoarece Osella nu reușise să construiască o mașină nouă în 1990). Condusă de Olivier Grouillard, mașina de culoare albastru și gri era necompetitivă. Deși Fondmetal a putut folosi motoare Cosworth pregătite de Brian Hart pentru Tyrrell din anii precedenți, chiar și Pedro Chaves în mașina sa Coloni era înaintea mașinii Fondmetal. În această atmosferă ostilă, pre-calificările s-au dovedit imposibile. Dar Rumi avea mari speranțe pentru sezonul european. Până la Marele Premiu de la San Marino, a apărut o nouă mașină, numită Fomet-1. A fost concepută de un think-tank nou fondat în Marea Britanie, numit Fomet. Biroul de design din Bicester era condus de Tino Belli și fondat de Rumi, care credea că aportul britanic era necesar pentru a obține succesul. Fomet-1 avea noi caracteristici aerodinamice, o nouă suspensie și alte îmbunătățiri, dar în afară de acestea, noua mașină păstra evident rădăcinile Osella. În cele din urmă, lucrurile s-au îmbunătățit puțin, dar nu semnificativ. Cu noua mașină, Grouillard a reușit să fie mai rapid decât mașina Coloni, dar asta nu înseamnă că Fondmetal a reușit să treacă de pre-calificări în mod regulat. Doar câteva participări la curse au fost posibile, dar rezultatele au fost slabe, deși Grouillard s-a calificat pe locul 10 la Marele Premiu al Mexicului din 1991, înaintea lui Andrea de Cesaris în Jordan, care a terminat în cele din urmă pe locul 4. În cele din urmă, Grouillard a fost înlocuit de fostul pilot AGS, Gabriele Tarquini, care a terminat de două ori (din trei încercări), deși a eșuat și el o dată să se califice; dar în final nu au fost obținute puncte.

### 1992

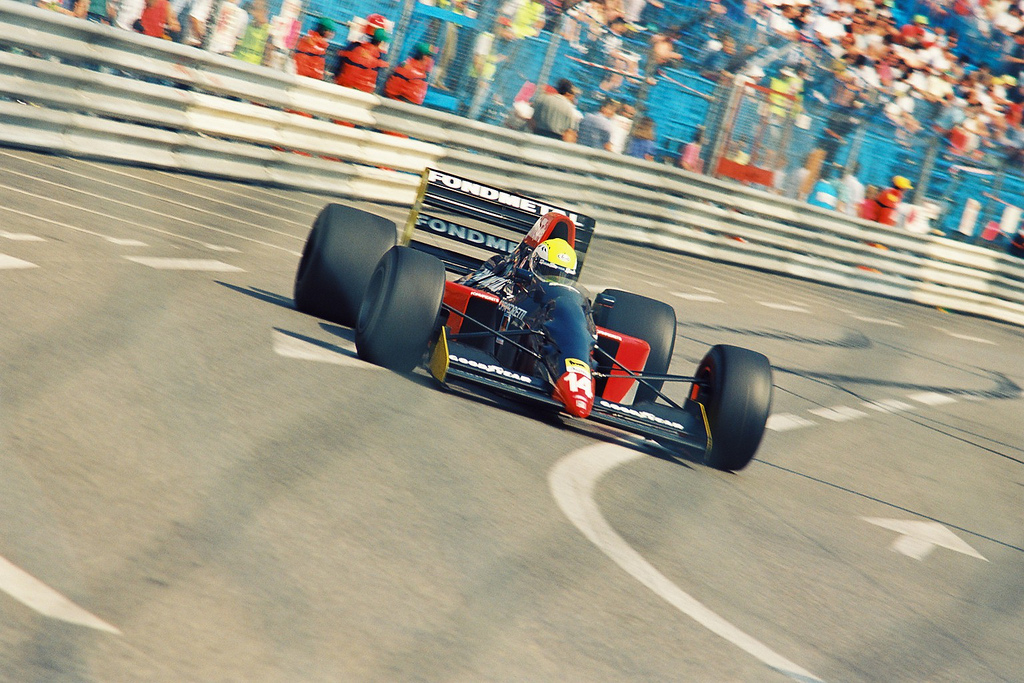
Andrea Chiesa conduce GR01 în timpul sesiunii de antrenamente de joi pentru Marele Premiu al Monaco din 1992.

La sfârșitul anului 1991, subsidiara britanică Fomet a fost vândută. Designerii săi lucrau la o nouă mașină de Formula 1 din vara precedentă. Tino Belli a vândut designurile noii mașini echipei Larrousse de Formula 1, lăsând Fondmetal fără o nouă mașină pentru sezonul următor. La sfârșitul lunii decembrie 1991, Gabriele Rumi i-a comandat lui Sergio Rinland de la Astauto să proiecteze o nouă mașină. Nu a fost gata pentru începutul sezonului, astfel încât echipa a folosit mașina din anul precedent pentru primele câteva curse. Mașina a primit un motor Ford HB V8 (de la Benetton din anul precedent) pentru a înlocui motorul Lamborghini V12 sau Judd V10 pe care Rumi îl preferase. Motorul și șasiul nu se potriveau bine. Au existat probleme de răcire și fiabilitatea era slabă. Echipa a apărut cu doi piloți, Tarquini, celălalt fiind debutantul elvețian Andrea Chiesa. Tarquini a arătat viteză, dar mașina s-a defectat frecvent.
În primăvara târzie, noul șasiu al lui Rinland a fost gata pentru cursă. GR02 nu avea nimic în comun cu Osella și Fondmetal din anii precedenți. Rădăcinile designului său datează de la sfârșitul anului 1991, când lucra pentru echipa Brabham la Brabham BT61, care nu a văzut niciodată lumina zilei. Elemente din designul său au fost preluate în Fondmetal din 1992. Piloții săi au considerat-o o îmbunătățire față de GR01, dar rezultatele în curse au fost dezamăgitoare, cu probleme minore care opreau mașinile după ce se calificau bine. Echipa era slab finanțată, astfel încât testele erau puține și dezvoltarea era lentă. Finisările erau rare. Tarquini s-a calificat adesea destul de sus în ordine, iar la Marele Premiu al Belgiei a obținut cea mai bună performanță de calificare a Fondmetalului din sezon, calificându-se pe locul 11. Chiesa a eșuat adesea să se califice și a fost înlocuit de Eric van de Poele pentru Marele Premiu al Ungariei.
Deși van de Poele s-a dovedit competitiv, a derapat în turul al treilea în Ungaria, pierzând ultima șansă bună a echipei italiene de a obține puncte. Tarquini s-a ciocnit deja cu Lotus-ul lui Herbert și cu Ligier-urile lui Boutsen și Comas în primul tur.
Doar două curse mai târziu, după Marele Premiu al Italiei din septembrie 1992, echipa s-a retras din campionat din motive financiare, obținând două locuri 10, deși Tarquini a reușit să se califice pentru toate cele treisprezece curse în care echipa a participat în 1992, iar Chiesa (în zece încercări) și van de Poele (în doar trei) s-au calificat de trei ori fiecare.
Datoriile în creștere ale echipei au coincis cu o recesiune globală. Rumi a contemplat să-l folosească pe Giuseppe Bugatti ca pilot plătitor pentru a trece de Marele Premiu al Portugaliei din 1992, dar a decis în schimb să închidă echipa.

## Relațiile ulterioare cu alte echipe

### Forti Corse
În timpul anului 1992, Sergio Rinland și echipa sa Astauto au început să lucreze la o mașină de Formula 1 pentru 1993 în speranța că Fondmetal va continua. Acest lucru nu s-a întâmplat, deoarece contractul a fost anulat de Fondmetal în septembrie 1992, cu mult înainte de sfârșitul sezonului din cauza lipsei de fonduri. Designul acelei mașini a fost finalizat la începutul anului 1993. Un an mai târziu, Rinland a vândut acel design lui Guido Forti, care a început să conducă o echipă de Formula 1 numită Forti până în 1995. Șasiul FG01 al echipei încă mai avea mai multe asemănări cu Fondmetal GR02 din 1992, atunci deja vechi de trei ani.

### Tyrrell și Minardi

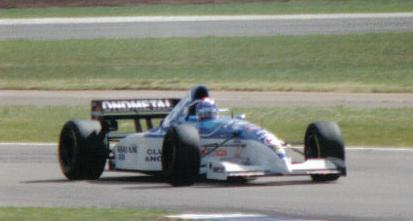
Fondmetal a sponsorizat echipa Tyrrell în 1995.
Rumi a revenit în Formula 1 într-o capacitate mai modestă în 1994, cu Fondmetal ca partener tehnic și sponsor al echipei Tyrrell, și pentru 1996 Minardi. Tunelul de vânt al Fondmetal din nordul Italiei a fost închiriat de Tyrrell, Minardi și alte echipe. Rumi și-a crescut treptat interesul pentru echipa din Faenza, devenind co-proprietar și președinte, ajungând chiar să rebranduiască motoarele Ford Zetec-R în anul 2000. Cu toate acestea, Rumi a fost diagnosticat cu cancer și a fost forțat să-și retragă sprijinul mai târziu în acel an când echipa a fost vândută lui Paul Stoddart. Rumi a murit în mai 2001. Fondmetal continuă să funcționeze ca producător de jante.

## Rezultate complete din Formula 1
| An   | Șasiu                         | Motor                  | Roți | Piloți             | 1    | 2    | 3    | 4    | 5    | 6   | 7   | 8    | 9    | 10   | 11  | 12  | 13   | 14  | 15  | 16   | Puncte | WCC |
| ---- | ----------------------------- | ---------------------- | ---- | ------------------ | ---- | ---- | ---- | ---- | ---- | --- | --- | ---- | ---- | ---- | --- | --- | ---- | --- | --- | ---- | ------ | --- |
| 1991 | Fondmetal FA1M-E Fomet-1      | FordCosworth DFR3.5 V8 | G    |                    | USA  | BRA  | SMR  | MON  | CAN  | MEX | FRA | GBR  | GER  | HUN  | BEL | ITA | POR  | ESP | JPN | AUS  | 0      | NC  |
| 1991 | Fondmetal FA1M-E Fomet-1      | FordCosworth DFR3.5 V8 | G    | Olivier Grouillard | DNPQ | DNPQ | DNPQ | DNPQ | DNPQ | Ret | Ret | DNPQ | DNPQ | DNPQ | 10  | Ret | DNPQ |     |     |      | 0      | NC  |
| 1991 | Fondmetal FA1M-E Fomet-1      | FordCosworth DFR3.5 V8 | G    | Gabriele Tarquini  |      |      |      |      |      |     |     |      |      |      |     |     |      | 12  | 11  | DNPQ | 0      | NC  |
| 1992 | Fondmetal GR01 Fondmetal GR02 | Ford HBA5 3.5 V8       | G    |                    | RSA  | MEX  | BRA  | ESP  | SMR  | MON | CAN | FRA  | GBR  | GER  | HUN | BEL | ITA  | POR | JPN | AUS  | 0      | NC  |
| 1992 | Fondmetal GR01 Fondmetal GR02 | Ford HBA5 3.5 V8       | G    | Gabriele Tarquini  | Ret  | Ret  | Ret  | Ret  | Ret  | Ret | Ret | Ret  | 14   | Ret  | Ret | Ret | Ret  |     |     |      | 0      | NC  |
| 1992 | Fondmetal GR01 Fondmetal GR02 | Ford HBA5 3.5 V8       | G    | Andrea Chiesa      | DNQ  | Ret  | DNQ  | Ret  | DNQ  | DNQ | DNQ | Ret  | DNQ  | DNQ  |     |     |      |     |     |      | 0      | NC  |
| 1992 | Fondmetal GR01 Fondmetal GR02 | Ford HBA5 3.5 V8       | G    | Eric van de Poele  |      |      |      |      |      |     |     |      |      |      | Ret | 10  | Ret  |     |     |      | 0      | NC  |

### Ca furnizor de motoare
| An   | Participant                  | Șasiu       | Motor                  | Roți | Piloți           | 1   | 2   | 3   | 4   | 5   | 6   | 7   | 8   | 9   | 10  | 11  | 12  | 13  | 14  | 15  | 16  | 17  | Puncte | WCC |
| ---- | ---------------------------- | ----------- | ---------------------- | ---- | ---------------- | --- | --- | --- | --- | --- | --- | --- | --- | --- | --- | --- | --- | --- | --- | --- | --- | --- | ------ | --- |
| 2000 | Telefónica Minardi Fondmetal | Minardi M02 | Fondmetal RV10 3.0 V10 | B    |                  | AUS | BRA | SMR | GBR | ESP | EUR | MON | CAN | FRA | AUT | GER | HUN | BEL | ITA | USA | JPN | MAL | 0      | NC  |
| 2000 | Telefónica Minardi Fondmetal | Minardi M02 | Fondmetal RV10 3.0 V10 | B    | Marc Gené        | 8   | Ret | Ret | 14  | 14  | Ret | Ret | 16† | 15  | 8   | Ret | 15  | 14  | 9   | 12  | Ret | Ret | 0      | NC  |
| 2000 | Telefónica Minardi Fondmetal | Minardi M02 | Fondmetal RV10 3.0 V10 | B    | Gastón Mazzacane | Ret | 10  | 13  | 15  | 15  | 8   | Ret | 12  | Ret | 12  | 11  | Ret | 17  | 10  | Ret | 15  | 13† | 0      | NC  |

## External links
http://www.fondmetal.com/
http://www.fondmetalusa.com/